# Geothelphusa chiui
Geothelphusa chiui is een krabbensoort uit de familie van de Potamidae. De wetenschappelijke naam van de soort is voor het eerst geldig gepubliceerd in 1974 door Minei.